# Powódź w Słowenii (2010)
Powódź w Słowenii miała miejsce w dniach 17 – 19 września 2010 na obszarze Słowenii oraz na niewielkim obszarze Chorwacji. W wyniku kataklizmu śmierć poniosło 3 osoby, wiele pozostało bez dachu nad głową. Sporo terenów pozostało bez prądu i bieżącej wody. W poniedziałek, 20 września, poziom wody zaczął opadać. Pomimo niższego stanu wody duże zagrożenie stanowiły osunięcia się ziemi. Cztery dni po fali powodziowej poziom wody w niektórych miejscach przekraczał 6 metrów. Straty oszacowano łącznie na ponad 15 mln €

## Słowenia
Powódź była jedną z najpotężniejszych w historii kraju. Spowodowana była przez obfite opady atmosferyczne. Wiele rzek występowało ze swoich brzegów zalewając wiele miast. Rzeki Mali graben oraz Gradaščica zalały stolicę kraju Lublanę. Savinja zalała Laško. Rzeki Krka oraz Kupa zalały częściowo miasta Krško, Brežice i Otočec. Mnóstwo małych rzek i potoków pozalewało drogi regionalne i krajowe.

## Chorwacja
Niektóre obszary w Chorwacji wzdłuż rzeki Sawy również zostały zalane w znacznym stopniu. Z obszarów zagrożonych ewakuowano ponad 20 osób, wszystkie pochodziły ze stolicy kraju Zagrzebiu.